# Eremocharis hutchisonii
Eremocharis hutchisonii là một loài thực vật có hoa trong họ Hoa tán. Loài này được Mathias & Constance mô tả khoa học đầu tiên năm 1962.